# Haplogrupo T (ADN-Y)
En genética humana, el haplogrupo T (M184) es un haplogrupo del cromosoma Y humano derivado del haplogrupo LT-L298. Fue conocido del 2002 al 2008 como haplogrupo K2 y definido con la mutación M70, pero ahora se considera que M70 define a su principal subclado T1a.
Se encuentra disperso en bajas frecuencias dentro de una amplia región que va del África occidental y Cuerno de África, extendiéndose por el sur de Europa(Grecia, Macedonia, Italia y zonas de España y los Alpes), todo el Cercano Oriente y llegando hasta la India, donde se encuentra la más alta frecuencia entre los indígenas yerukala en Andhra Pradesh con 56%. Las mutaciones que definen el polimorfismo genético de este haplogrupo son M184/Page34/USP9Y+3178, M272, L445, Page129, CTS150, S8475/FGC1181 y muchos otros.

## Origen
Se sostuvo que tuvo un origen en Oriente Medio luego de que K emergiera hace 45.000 años.  T-M184 es hermano del haplogrupo L-M20 y se origina con mayor probabilidad en el Cercano Oriente cerca de Irán hace unos 36 mil años y su clado principal T-L490 hace 25 mil años.Se piensa que pudo haber sido trasladado a África mediante transporte de cultivos y animales o con el transporte transahariano en época post-glaciar partiendo del Creciente Fértil.
También, se ha observado en mayor cantidad en regiones con influencia fenicia y judío-conversa por su descendencia lejana del levante como determinados judíos en Portugal.Y en Ibiza con el haplogrupo T1a1 que es el más probablemente púnico; aunque los más frecuentes en fenicios fueron los J2a, J1, E1b1b, G, R1b-M269 y R1b-V88, T, L, R2 y el Q1b muy singular.
En menor frecuencia se ha observado el T1a2b(L446) en España, probablemente traído no por fenicios, sino por los pueblos italo-alpinos o balcánicos del norte por sus encomiendas en el Reino de Castilla hacia la Edad Media, o más probablemente con un subclado que es el T-CTS933, a través de los esclavos y gente comerciante de pueblos como lombardos o etruscos enviados por romanos probablemente como esclavos.Los restos arqueológicos del T-L490 se han observado en Plaza Einstein en Granada de 1650; y en Italia . También en ciertas muestras de Europa del este y sur como Varna 10 de Bulgaria y otra en Grecia con las mismas mutaciones.
Llegando a influenciar el centro de Asia con la Cultura Andronovo de la Edad del Bronce y en alguna momia egipcia.

## Distribución
Europa: Encontramos la frecuencia más importante en la isla de Quíos (Grecia) con 25%, en los sicilianos de Sciacca con 17.9%, en Ibicencos 16.7%, en tiroleses de Stilfs 13.5%, en Cádiz 10.3%, en cretenses de Lasithi 8.7%, en lebaniegos de Liébana 8.1%, en portugueses de Vila Real 7.7%, en serbios 7.4%, en aragoneses 6%, en corsos 6%, en extremeños 6%, en Gotland 5%, en asturianos 5% y menores frecuencias en Italia, Estonia, Grecia, Iberia, Suecia, Francia y poco en Rusia.
Cáucaso: Especialmente en los lezguinos de Daguestán con 28%. También en osetios, en Chechenia, Azerbaiyán y Armenia.
Cercano Oriente: En Omán 8%, Irak 7%, Emiratos Árabes Unidos 5%, Líbano 5%, y menores frecuencias Irán, Turquía, Israel, Jordania y Arabia Saudita.
India: Disperso en la India, especialmente en Andhra Pradesh y Bengala Occidental. Al Este de la India 4% y al Sur 6%. 
Lejano Oriente: Principalmente en los Xibe de Xinjiang con un 12.5%. 
África: Frecuencia importante encontrada entre inmigrantes somalíes en Yemen con 21%, en los fulbe de Camerún con 17.6%, en Somalia 10.4%, en Luxor (Alto Egipto) 10.3%, Egipto 8.2%, Etiopía 5% y Tanzania 5%.

Distribución del haplogrupo T (ADN-Y).

## Haplogrupo T1
T1 (M193, L206, L490) presenta los siguientes subclados:
- T1*: Encontrado en Siria.
- T-M4538: En el Líbano.[3]
- T1a (M70/pages46, pages78) se encontró en 'Ain Ghazal, yacimiento neolítico precerámico de Jordania de hace 9500 años.
  - T1a*:  Encontrado en Irán.
  - T1a1 (L162/pages21, L299, L453, L454): Extendido en el Cercano Oriente, Europa Occidental, Cuerno de África y Norte de África. En Etiopía, especialmente en atletas.[12]
    - T-Y63197: Raro en Turquía, Grecia e islas Baleares (España).[3]
    - T1a1a (L208) 
      - T1a1a1 (CTS11451)
        - T1a1a1a (PF7455, Y6671): En la península arábiga, norte de África, Italia, Portugal.[3]
        - T1a1a1b (FGC3995/Y4119): Muy importante en Emiratos Árabes Unidos, Arabia Saudita, Kuwait, Baréin, Irak, Omán, Catar, Jordania, Yemen, Líbano, Sudán y Libia. Menos frecuente en Turquía, sur de Europa, Cáucaso y norte de África.[3]

      - T1a1a2 (Y16897): En el Cercano Oriente, Europa y Cuerno de África.[3]

  - T1a2 (L131): Extendido en Cercano Oriente y Europa, especialmente diverso en Arabia Saudita.[3] En la tribu judía de los lemba (Sudáfrica) con 18%.[4] En Xinjiang y poco en judíos de Bulgaria y Turquía.
  - T1a3 (FGC1350/Y11151)
    - T-FGC37316: En Ambar (Irak).[3]
    - T-FGC1340/Y8614
      - T-L1255: Encontrado en Kuwait.
      - T-Y12871: Extendido en toda la península arábiga y en Irak. Encontrado en China y raro en Europa.[3]

## Haplogrupo T2
T2 (PH110, PH196) se encontró en Armenia, en Diala (Irak), Georgia, Turquía y Alemania.

## Ediciones anteriores
Los clados según  (ISOGG 2009):
- T (M70, M184/USP9Y+3178, M193, M272)
  - T1 (M320)
  - T2 (P77)
  - T3 (L131)

## Personaje famoso
Caso anecdótico resulta el haplogrupo T de Thomas Jefferson, cuya genética se investigó debido a la controversia sobre sus supuestos hijos con su esclava. En la investigación se encontraron con que su perfil coincidía, en los 12 primeros marcadores, con el de un judío marroquí, así como variaba en 2 mutaciones con el de un kurdo, un egipcio y otro judío marroquí. Por esta razón se conjetura que Jefferson podría haber tenido ascendencia judía. Sin embargo, Mr. Greenspan añadió que su intuición le llevaba a pensar que habían sido migraciones separadas desde Oriente Medio, refiriéndose a los T no-judíos y a los judíos (aproximadamente 2.5% de la comunidad judía).
| Haplogrupos del cromosoma Y humano |                  |   |   |    |    |    |    |    |   |   |     |     |     |     |    |    |    |    |     |     |     |    |    |   |
|                                    | Adán cromosómico |   |   |    |    |    |    |    |   |   |     |     |     |     |    |    |    |    |     |     |     |    |    |   |
|                                    | A                |   |   |    |    |    |    |    |   |   |     |     |     |     |    |    |    |    |     |     |     |    |    |   |
|                                    |                  |   |   | BT |    |    |    |    |   |   |     |     |     |     |    |    |    |    |     |     |     |    |    |   |
|                                    |                  | B | B | B  | CT | CT |    |    |   |   |     |     |     |     |    |    |    |    |     |     |     |    |    |   |
|                                    |                  |   |   | DE | DE | CF | CF | CF |   |   |     |     |     |     |    |    |    |    |     |     |     |    |    |   |
|                                    |                  |   | D | E  |    | C  | C  | F  | F | F |     |     |     |     |    |    |    |    |     |     |     |    |    |   |
|                                    |                  |   |   |    | C1 | C2 |    | G  | H | H | IJK | IJK | IJK | IJK |    |    |    |    |     |     |     |    |    |   |
|                                    |                  |   |   |    |    |    |    |    |   |   | IJ  | K   | K   | K   | K  | K  | K  |    |     |     |     |    |    |   |
|                                    |                  |   |   |    |    |    |    |    |   | I | J   |     |     | LT  | K2 | K2 | K2 | K2 | K2  | K2  |     |    |    |   |
|                                    |                  |   |   |    |    |    |    |    |   |   |     |     | L   | T   |    | MS | MS | MS | MS  | P   | P   | P  | NO |   |
|                                    |                  |   |   |    |    |    |    |    |   |   |     |     |     |     |    | M  | S  |    | Q   | R   | R   |    | N  | O |
|                                    |                  |   |   |    |    |    |    |    |   |   |     |     |     |     |    |    |    |    |     | R1  | R1  | R2 |    |   |
|                                    |                  |   |   |    |    |    |    |    |   |   |     |     |     |     |    |    |    |    | R1a | R1a | R1b |    |    |   |
|                                    |                  |   |   |    |    |    |    |    |   |   |     |     |     |     |    |    |    |    |     |     |     |    |    |   |